# (2163) Korczak
(2163) Korczak est un astéroïde de la ceinture principale découvert par l'observatoire d'astrophysique de Crimée.
Il a été ainsi baptisé en hommage à Janusz Korczak (1878-1942), médecin-pédiatre et écrivain polonais, célèbre pour avoir choisi délibérément d'être déporté vers Treblinka avec les enfants juifs de son orphelinat.